# China-Airlines-Flug 676
Am 16. Februar 1998 stürzte ein Airbus A300 auf dem China-Airlines-Flug 676 beim Durchstarten nahe dem Flughafen Taipeh-Chiang Kai-shek ab. Das Flugzeug befand sich auf einem Linienflug der China Airlines von Denpasar nach Taipeh.

## Unfallhergang
Die Piloten führten einen ILS-Anflug auf die Landebahn 05L des Flughafens Taipeh aus, als sie zwei Kilometer (1,2 NM) vor der Landebahnschwelle bemerkten, dass sich die Maschine etwa 1000 Fuß über dem ILS-Gleitpfad befand. Die Besatzung leitete 19 Sekunden später, in 1450 Fuß Flughöhe, ein Durchstartmanöver ein. Dabei nahm der Steigwinkel der Maschine stetig zu und erreichte schließlich in 2751 Fuß Flughöhe einen Winkel von 42,7 Grad. Parallel dazu reduzierte sich die Fluggeschwindigkeit und sank auf 45 Knoten, was zu einem Strömungsabriss an den Tragflächen führte. Das Flugzeug schlug etwa 200 Fuß links neben der Landebahn auf und prallte danach in mehrere angrenzende Häuser. Alle 196 Insassen sowie 7 Menschen am Boden kamen bei der Explosion der Maschine ums Leben.

## Unfallursache
Die Ermittlungen ergaben, dass der Unfall durch eine mangelhafte Koordination sowie das verzögerte Handeln der Besatzung im Cockpit verursacht wurde. Zum Durchstarten erhöhten die Piloten die Schubkraft der Triebwerke. Durch die höhere Schubkraft ging die Maschine sofort in einen Steigflug über, dessen Winkel mit zunehmender Dauer immer steiler wurde. Die Besatzung reagierte 12 Sekunden lang nicht auf die Ereignisse, so dass sich die Geschwindigkeit laufend reduzierte und der Steigwinkel ein kritisches Maß erreichte.